# Wairarapa Times-Age

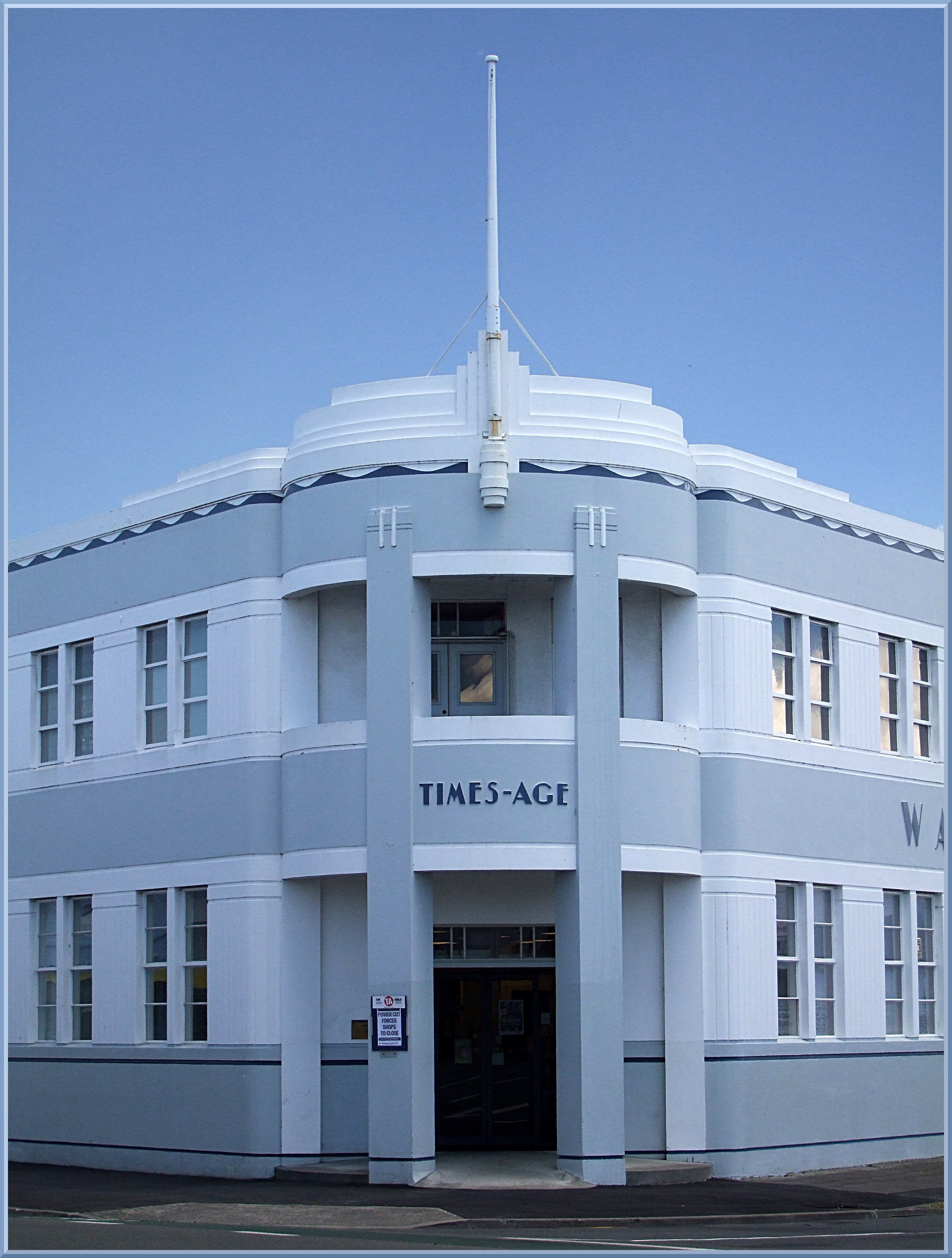
Wairarapa Times-Age (2012)

Die Wairarapa Times-Age ist eine täglich erscheinende, regionale Tageszeitung in Neuseeland. Ihr Einzugsgebiet liegt im südlichen Teil der Nordinsel in der Region Wellington. Die Zeitung hat ihren Sitz in Masterton

## Geschichte
Die Wairarapa Times-Age entstand am 1. April 1938 durch die Fusion der beiden Zeitungen Wairarapa Age, die 1881 als Wairarapa Star gegründet wurde und der Wairarapa Daily Times, die 1878 als Wairarapa Daily erstmals erschien. Im Jahr 2002 ging die Wairarapa Times-Age an die Firma Wilson & Horton, die bereits den New Zealand Herald herausgab und sich im Besitz der australischen APN News & Media Limited (APN) befand.

### Wairarapa Daily Times
Die erste Zeitung in Wairarapa, der Wairarapa Standard, wurde am 17. August 1872 in Greytown von dem Lehrer Joseph Payton zusammen mit seinem Schwiegervater Richard Wakelin herausgeben. Doch nordöstlich von Greytown entwickelte sich Masterton zu einem Zentrum der Region und so ging Payton nach Masterton und gab im November 1878 zusammen mit Partnern mit dem Wairarapa Daily, die erste täglich erscheinende Tageszeitung der Region heraus. Die Zeitung hatte vier Seiten und war als Abendausgabe konzipiert. 1892 wurde die Zeitung in Wairarapa Daily Times umbenannt. Als Joseph Payton 1910 starb, blieb das Blatt in Familienbesitz und fusionierte 1938 mit der Wairarapa Age zur Wairarapa Times-Age.

### Wairarapa Age
1881 wurde der Wairarapa Star als Konkurrenzblatt zur Wairarapa Daily gegründet und hatte über die viele Jahre bis zu seiner Fusion mit der Wairarapa Daily Times im Jahr 1938 zahlreiche Besitzer. Einer der Interessantesten davon war Guy Hardy Scholefield, Journalist, Historiker und Bibliothekar. Er war Teilhaber, Direktor und Herausgeber der Zeitung zwischen 1921 und 1926 und der Herausgeber der Ausgabe des "A Dictionary of New Zealand Biography" aus dem Jahr 1940.

## Konzernzugehörigkeit
Die Wairarapa Times-Age befindet sich im Besitz der neuseeländischen NZME. Publishing Limited, die im Januar 2015 durch Umbenennung aus der APN Holdings NZ Limited hervorgegangen ist. Die NZME. Publishing Limited gehört über ein paar Firmenverknüpfungen der australische APN News & Media Limited (APN), die wiederum Teil des irischen Medienkonzern Independent News & Media ist.

## Die Zeitung heute
Der Wairarapa Times-Age hatte 2014 eine durchschnittliche tägliche Auflage von 6.117 Exemplaren und erscheint als Morgenausgabe, täglich montags bis samstags.